# Comitatul Apache, Arizona

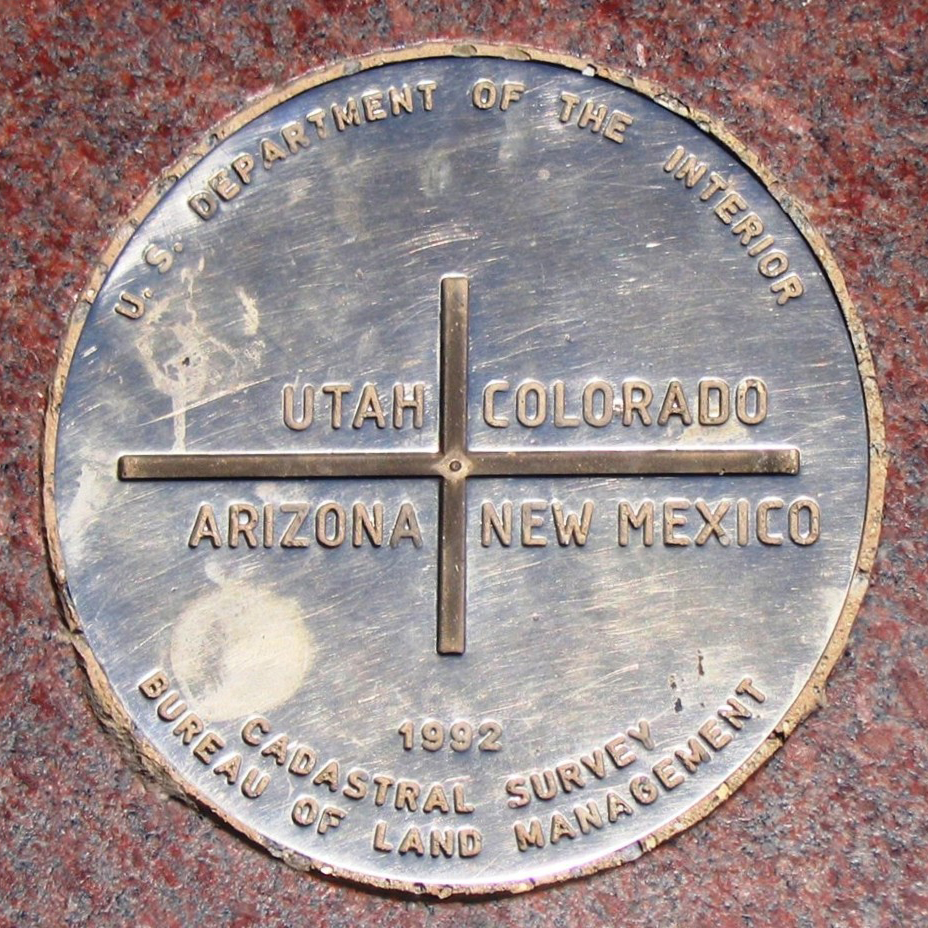
Apache County include şi porţiunea arizoneană a Monumentului Four Corners.

Comitatul Apache, conform originalului din engleză, Apache County (codul său  FIPS este 04 - 001 Arhivat în 4 decembrie 2015, la Wayback Machine.), este unul din cele 15 comitate ale statului american Arizona, fiind localizat în partea nord-estică a statului. Conform datelor statistice ale recensământului din anul 2000, furnizate de United States Census Bureau, populația sa totală era de 69.423 de locuitori. Sediul comitatului (în original, county seat) este orașul Saint Johns. 

## Geografie
Comitatul Apache conține părți din rezervațiile Navajo și Apache, respectiv din Petrified Forest National Park. Monumentul național Canyon de Chelly se găsește integral în interiorul comitatului.
Conform datelor statistice furnizate de United States Census Bureau, comitatul are o suprafață totală de 29.056 km2 (sau de 11,218 mile patrate), dintre care 29.020 km2 (sau 11,205 square miles) este uscat și doar 0.12% (35 km2 sau 14 square miles) este apă.

### Comitate învecinate
- Comitatul Greenlee, Arizona, la sud
- Comitatul Graham, Arizona, la sud
- Comitatul Navajo, Arizona, la vest
- Comitatul Montezuma, Colorado, la nord-est
- Comitatul San Juan, Utah, la nord
- Comitatul San Juan, New Mexico, la est
- Comitatul McKinley, New Mexico, la est
- Comitatul Cibola, New Mexico, la est
- Comitatul Catron, New Mexico, la est

### Zone protejate național
- Apache-Sitgreaves National Forest (parțial)
- Canyon de Chelly National Monument - integral
- Hubbell Trading Post National Historic Site - integral
- Petrified Forest National Park (parțial)

### Drumuri importante
- Interstate 40
- U.S. Route 60
- U.S. Route 64
- U.S. Route 180
- U.S. Route 191
- State Route 64
- State Route 260
- State Route 264

## Demografie
|  | Graficele sunt indisponibile din cauza unor probleme tehnice. Mai multe informații se găsesc la Phabricator și la wiki-ul MediaWiki. |

Date: Wikidata - grafică realizată de Wikipedia

## Localități

### Orașe
- Saint Johns

### Orășele
- Eagar
- Springerville

### Census-designated places
- Burnside
- Chinle
- Dennehotso
- Fort Defiance
- Ganado
- Houck
- Lukachukai
- Many Farms
- McNary
- Nazlini
- Red Mesa
- Rock Point
- Rough Rock
- Round Rock
- Sawmill
- St. Michaels
- Steamboat
- Teec Nos Pos
- Tsaile
- Window Rock

### Alte comunități
- Alpine
- Concho
- Greer
- Sanders

## Locuitori notabili
- Don Lorenzo Hubbell
- Rex E. Lee
- David King Udall
- Mo Udall
- Stewart Udall
- William Cooper
- John Wayne

## Educație
Următoarele districte școlare deservesc Comitatul Apache.
- Alpine Elementary School District
- Chinle Unified School District
- Concho Elementary School District
- Ganado Unified School District
- McNary Elementary School District
- Red Mesa Unified School District
- Round Valley Unified School District
- Sanders Unified School District
- St Johns Unified School District
- Vernon Elementary School District
- Window Rock Unified School District

Există și alte școli, incluzând școli de tip charter și școli tribale, care sunt coordonate de U.S. Bureau of Indian Affairs.